# Lucius Aurelius Flaccus
Lucius Aurelius Flaccus war ein im 2. Jahrhundert n. Chr. lebender römischer Politiker.
Aufgrund einer Inschrift, einem Fragment der Fasti feriarum Latinarum, wurde ursprünglich vermutet, dass Flaccus zusammen mit Quintus Antonius Isauricus im Jahr 140 Suffektkonsul war. Durch ein neues Militärdiplom wird aber inzwischen angenommen, dass die beiden ihr Amt entweder 156 oder 157 ausgeübt haben.